# Кубок африканських чемпіонів 1978
Кубок африканських чемпіонів 1978 — 14-й розіграш турніру, що проходив під егідою КАФ. Матчі проходили з квітня по 17 грудня 1978 року. Турнір проходив за олімпійською системою, команди грали по два матчі. Усього брали участь 24 команди. Чемпіонський титул удруге здобув камерунський клуб «Канон» з Яунде.

## Перший раунд
| Команда 1            | Заг. | Команда 2              | 1-й матч | 2-й матч    |
| -------------------- | ---- | ---------------------- | -------- | ----------- |
| Аль-Тагадді          | 5:4  | Медр Бабур             | 3:1      | 2:3         |
| Кор Асенюмо          | 1:4  | Матлама                | 1:2      | 0:2 (т. п.) |
| Гардвор Старс        | 1:5  | Аль-Меррейх (Омдурман) | 1:1      | 0:4         |
| Гарде Насьональ      | 5:3  | Воллідан               | 3:1      | 2:2         |
| СКАФ Токагес         | 2:4  | Олімпік (Ніамей)       | 1:3      | 1:1         |
| Кампала Сіті Коунсіл | 3:1  | Горсід                 | 1:1      | 2:0         |
| Сілурес              | 10:2 | Бенфіка (Бісау)        | 7:0      | 3:2         |
| Сімба (Дар-ес-Салам) | 2:1  | Вотур Клуб Мангунгу    | 2:0      | 0:1         |

Примітки
1. ↑  «Кор Асенюмо» знявся з турніру після першого матчу.

## Другий раунд
| Команда 1            | Заг.  | Команда 2              | 1-й матч | 2-й матч |
| -------------------- | ----- | ---------------------- | -------- | -------- |
| Тізі Узу             | 3:0   | Аль-Тагадді            | 1:0      | 2:0      |
| Грін Баффалоз        | 1:0   | Матлама                | 1:0      | 0:0      |
| Канон                | 3:2   | Аль-Меррейх (Омдурман) | 2:0      | 1:2      |
| Гафія                | 6:0   | Гарде Насьональ        | 5:0      | 1:0      |
| Енугу Рейнджерс      | т. п. | Олімпік (Ніамей)       | —        | —        |
| Кампала Сіті Коунсіл | т. п. | Аль-Аглі (Каїр)        | —        | —        |
| Африка Спортс        | 2:4   | Сілурес                | 2:1      | 1:3      |
| Віта (Кіншаса)       | 2:0   | Сімба (Дар-ес-Салам)   | 1:0      | 1:0      |

Примітки
1. ↑  «Олімпік» знявся з турніру.
2. ↑  «Аль-Аглі» знявся з турніру.

## Фінальний етап

### Чвертьфінал
| Команда 1       | Заг. | Команда 2            | 1-й матч | 2-й матч |
| --------------- | ---- | -------------------- | -------- | -------- |
| Тізі Узу        | 3:3  | Віта (Кіншаса)       | 3:2      | 0:1      |
| Канон           | 3:1  | Грін Баффалоз        | 2:0      | 1:1      |
| Енугу Рейнджерс | 4:1  | Кампала Сіті Коунсіл | 3:1      | 1:0      |
| Сілурес         | 1:8  | Гафія                | 0:4      | 1:4      |

### Півфінал
| Команда 1 | Заг.           | Команда 2       | 1-й матч | 2-й матч |
| --------- | -------------- | --------------- | -------- | -------- |
| Гафія     | 3:3            | Віта (Кіншаса)  | 2:0      | 1:3      |
| Канон     | 0:0 (пен. 6:5) | Енугу Рейнджерс | 0:0      | 0:0      |

## Фінал
| 3 грудня 1978 |

| Гафія | 0:0 | Канон |
| ----- | --- | ----- |
|       |     |       |

| «28 вересня», Конакрі Глядачів: 40 000 |

| 17 грудня 1978 |

| Канон | 2:0 | Гафія |
| ----- | --- | ----- |
|       |     |       |

| «Омніспорт», Яунде Глядачів: 35 000 |

| : | Чемпіон Кубка африканських чемпіонів 1978 [[Файл:Flag of Cameroon.svg\|border\|border\|100px\|Камерун]] Канон (2-й титул) |